# بول باليولوغوس تاجريس
بول باليولوغوس تاجريس (و. 1320  م) هو قسيس، وبطريرك من الإمبراطورية البيزنطية.

## مناصب
تولى منصب Latin Patriarchate of Constantinople ‏.